# Justyna Czechowska
Justyna Czechowska (ur. w 1979 w Lublinie) – polska tłumaczka literatury szwedzkiej i norweskiej, animatorka kultury.

## Biografia
Studiowała na uniwersytetach: w Göteborgu, Sztokholmie i Uppsali literaturoznawstwo, kulturoznawstwo oraz slawistykę, gdzie uczęszczała na seminarium prof. Leonarda Neugera; brała również udział w warsztatach dla tłumaczy z języka szwedzkiego prowadzonych przez Zbigniewa Kruszyńskiego. Współzałożycielka  Stowarzyszenia Tłumaczy Literatury oraz Fundacji na rzecz Badań Literackich (wiceprezes); współtwórczyni Gdańskich Spotkań Tłumaczy Literatury Odnalezione w tłumaczeniu. Od 2017 do 2020 pełniła funkcję prezesa Stowarzyszenia Tłumaczy Literatury. 
Jest członkiem Stowarzyszenia Unia Literacka. 

## Nagrody i wyróżnienia
- Nagroda im. Wisławy Szymborskiej w 2018 roku, nagroda dzielona z Linn Hansén, autorką tomu Przejdź do historii)[4]
- Nagroda Akademii Szwedzkiej dla tłumaczy (Svenska Akademiens tolkningspris) w 2023 roku[5]

## Tłumaczenia
- Kristin Berget(inne języki) Der ganze Weg[6], Wydawnictwo Słowo Obraz Terytoria 2011 (poezja)
- Therese Bohman, O zmierzchu (Aftonland), Wydawnictwo Pauza, 2019
- Therese Bohman, Ta druga (Den andra kvinnan), Pauza 2020[7]
- Therese Bohman, Utonęła (Den drunknade), Pauza 2021[8]
- Stig Dagerman, Tysiąc lat u Boga (Tusen år hos Gud) w FA-art 2004 (proza)[9]
- Stig Dagerman, Poparzone dziecko (Bränt barn), Wydawnictwo Poznańskie 2020
- Athena Farrokhzad, Cykl biały (fragmenty), Vitsvit, Instytut Kultury Miejskiej, Gdańsk 2017
- Linn Hansén(inne języki), Przejdź do historii (Gå till historien), Lokator Media 2017
- Johanna Holmström, Wyspa dusz (Själarnas ö)[10] Sonia Draga, 2018.
- Tove Jansson, Słoneczne miasto (Solstaden, tom z mini-powieścią Kamienne pole w przekł. T. Chłapowskiej), Marginesy 2017
- Tove Jansson, Listy (Brev), Marginesy 2016
- Tove Jansson, Wiadomość (Meddelande), wspólnie z Teresą Chłapowską, Marginesy 2015
- Ida Linde, Na północ jedzie się, by umrzeć (Norrut åker man för att dö), Lokator Media 2017
- Ida Linde, 29 niewysłanych listów (29 oskickade brev), Lokator Media 2017[11]
- Ida Linde, Poleciały w kosmos (En kärleksförklaring), Lokator media 2016
- Ida Linde, Jeśli o tobie zapomnę, stanę się kimś innym (Om jag glömmer dig blir jag en annan), il. Z. Dzierżawska[12], 2015
- Ulla-Lena Lundberg, Lód (Is), Marpress 2022[13]
- Sara Mannheimer(inne języki), Poziom zero (Handlingen), WUJ 2016
- Ellen Mattson, Greta Garbo. Moja miłość (Vinterträdet), Marginesy 2014
- Agneta Pleijel, Zapach mężczyzny (Doften av en man), Karakter 2017
- Agneta Pleijel, Wróżba. Wspomnienia dziewczynki (Spådomen. En flickas memoarer), Karakter 2016
- Agneta Pleijel, Lord Nevermore (Lord Nevermore), Karakter 2023
- Bea Uusma, Ekspedycja. Historia mojej miłości (Expedition. Min kärlekshistoria), Marginesy 2017
- Nina Wäha, Testament, Wydawnictwo Poznańskie 2022[14]
- Ebba Witt-Brattström, Zemsta nummulita (Nummulitens hämnd) w LiteRacje 2007 (esej)
- Ebba Witt-Brattström, Miłosna wojna stulecia (Århundradets kärlekskrig), Lokator, 2018.
- Mistrzowie opowieści. Skandynawskie lato, Wielka Litera 2022[15]
- Agnes von Krusenstjerna, Zdarzyło się po drodze, Fundacja Wolne Lektury 2024

## Artykuły
- Justyna Czechowska, Lektury królowej kryminałów „Tygodnik Powszechny”, 21.10.2013
- Justyna Czechowska, Z bohaterem muszę mieć chemię, rozmowa z Angeliką Kuźniak
- Justyna Czechowska, Raj na ziemi nie istnieje, rozmowa z Agnet Pleijel, „Tygodnik Powszechny”, 16.09.2013

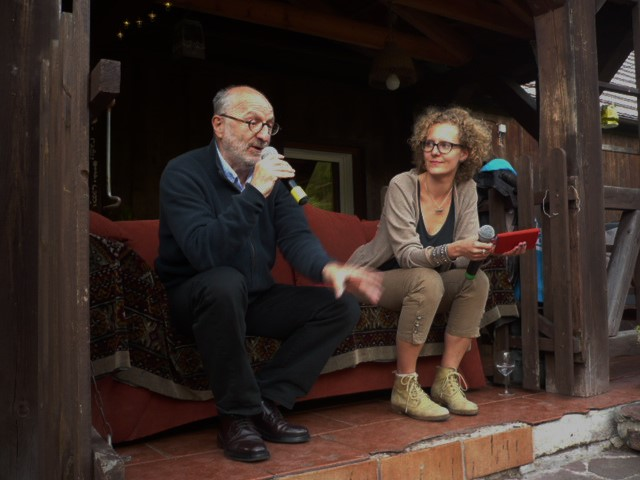
FGL, Z. Kruszyński, J. Czechowska, '16
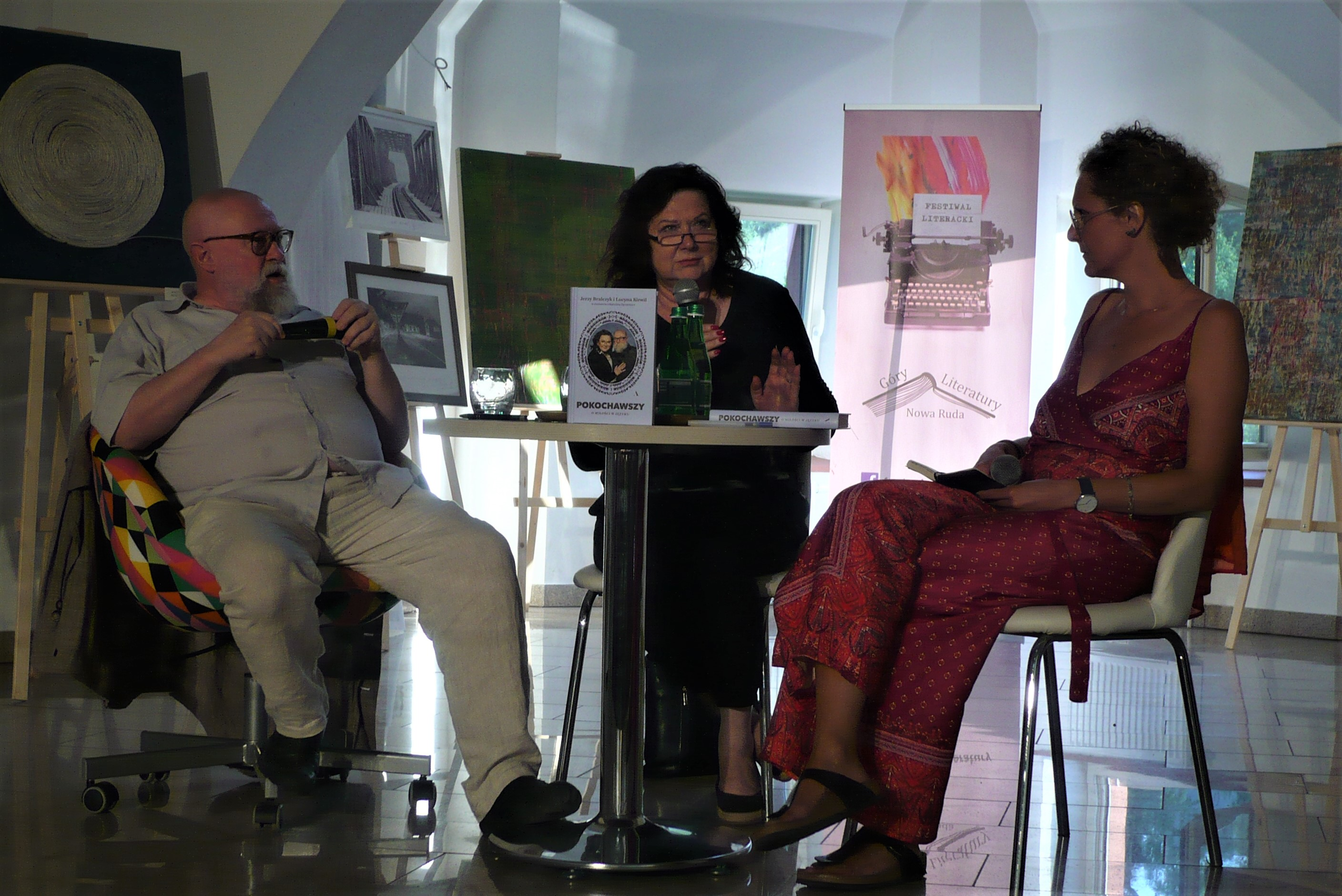
FLG, J. Bralczyk, J. Czechowska, '18
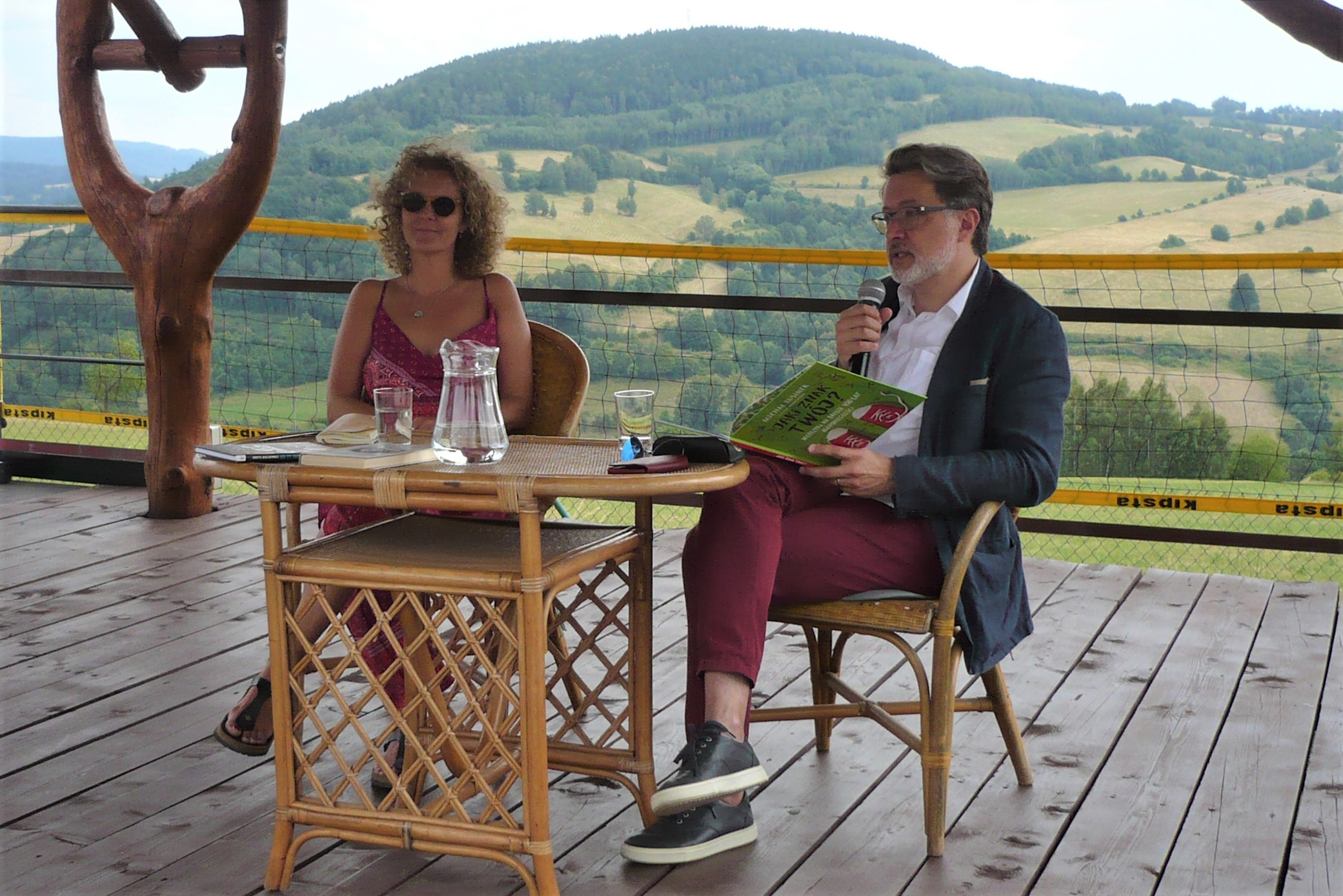
FGL, J. Czechowska, M. Rusinek, '19
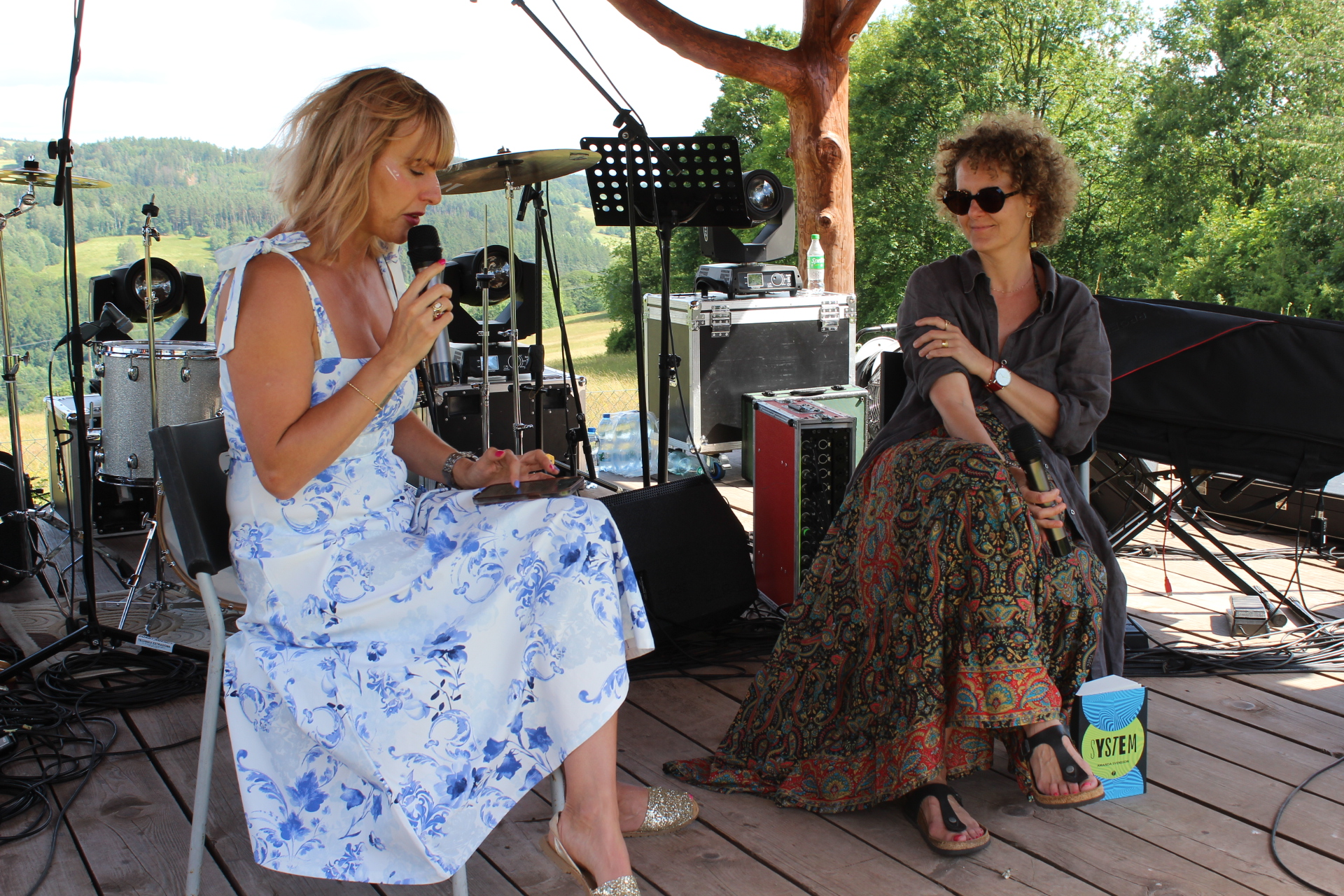
Festilwa Dzieje Się Justyna i  A. Kutz